# 검단고등학교
검단고등학교(黔丹高等學校)는 대한민국 인천광역시 서구 마전동에 있는 공립 고등학교이다.

## 학교 연혁
- 2002년 1월 7일 : 검단고등학교 설립 인가
- 2002년 3월 1일 : 이팽윤 초대 교장 취임
- 2002년 3월 4일 : 제1회 입학식 342명 입학(여 92명, 남 250명 10학급)
- 2004년 1월 28일 : 다목적 강당(웅지관) 준공
- 2005년 2월 16일 : 제1회 졸업식 263명 졸업(여 65명, 남 198명)
- 2011년 12월 8일 : 학생 식당 준공
- 2012년 10월 30일 : 역도실 준공
- 2014년 2월 4일 : 영어, 수학 교과교실 구축(영어 2실, 수학 3실)
- 2015년 7월 29일 : 여자 단성학교 전환 승인
- 2021년 9월 1일 : 제8대 유현정 교장 취임
- 2024년 1월 8일 : 제20회 졸업식(268명 졸업, 통산 5,815명)
- 2024년 3월 4일 : 제23회 입학식 324명 입학(10학급)

## 참고 자료
- 검단고등학교 - 한국교육학술정보원 학교알리미